# Cerro Gordo (Sierra de Guadalupe)
El Cerro Gordo es un cerro de baja altura y poca vegetación de origen volcánico perteneciente pero un poco separado de la Sierra de Guadalupe en México. El uso de este cerro era principalmente la extracción de roca. Tiene forma de 8 visto desde arriba. A las faldas de él se encuentra varios pueblos fundadores de Ecatepec: Santa Clara Coatitla, Santa María Tulpetlac y San Pedro Xalostoc.

## Composición
Su composición es de básicamente piedra del tipo cantera del 2 de un tono rosado, que era extraída hasta que poblaron el cerro.
El uso de este cerro era principalmente la extracción de roca, de hecho tiene tres cortes, poco tiempo después con la llegada de la moda de las "Casas en el cerro" se comenzó a poblar e incluso la gente se estableció sobre los cortes aunque son áreas de riesgo y de detuvo la extracción de piedra, alrededor hay zonas industriales, cuenta con una zona industrial que lleva el mismo nombre industrial cerro gordo y también radican cerca varias oficinas del gobierno donde mucha gente va a hacer sus trámites y también abundan comerciantes.
Aun así con su uso no está tan poblado el cerro, tiene forma de 8 visto desde arriba y a lo lejos desde varios puntos de la ciudad se ve como un elefante echado. La mayoría de la gente que vive sobre este cerro cuenta con tres principales calles pavimentadas y los demás son solo andadores y subidas escalonados de concreto, hay muchas familias de clase media, no tiene bardas para detener el fraccionamiento clandestino, aun así ya no se permite el crecimiento habitacional, cuenta con servicios básicos como electrificación, teléfono, una gran parte de los domicilios cuenta con antenas de algún servicio de tv satelital, agua potable, (una parte del cerro se la proporciona el "SAPASE" y otra el pueblo de santa clara "agua de pozo") recolección de basura a pie de cerro, y quedan escasas zonas baldías (lotes). Pero sin duda el pueblo de Santa Clara Coatitla es uno de los lugares más importantes para los habitantes del Cerro Gordo para realizar sus actividades cotidianas.

## Atracciones
En el cerro Gordo puedes encontrar una zona llamada la cueva del Diablo, donde es común que los vecinos del cerro gordo la conozcan en una descripción física. Es una cueva que se sabe que era conocida desde la época prehispánica porque se han descubierto alfarería y diversos artículos referentes a esta época. A las faldas del cerro se localiza una plaza comercial que lleva el nombre de "Pabellón Ecatepec" y muy cerca en el aledaño pueblo de Coatitla a unos escasos 20 minutos caminando del cerro se encuentra la plaza central del pueblo, en el hay diversidad de comerciantes y cuenta con una iglesia muy antigua que venera a Santa Clara de Asís.  
En Semana Santa se realiza la representación de la Pasión y Muerte de Cristo, iniciando el día Jueves Santo en la plaza central del pueblo de Coatitla, donde habitantes del lugar interpretan la última cena, el prendimiento de Jesús de Nazaret y viacrucis.
El Viernes Santo se inicia con e un recorrido que parte de la iglesia de Santa Clara de Asís del pueblo de Coatitla hacia un campo ubicado en el poblado de "El gallito" a escasos 15 minutos a pie del centro del pueblo, posteriormente se lleva a cabo la representación de la sentencia a Jesús de Nazaret alrededor del mediodía, el cual es admirado por cientos de familias a las orillas del campo.
Culminado este acto se realiza el recorrido del viacrucis de Jesús de Nazaret, el cual tiene lugar en las calles del pueblo de Coatitla, se realizan responsorios y oraciones durante dicho recorrido el cual finaliza al llegar nuevamente a la iglesia de Santa Clara del pueblo de Coatitla.
Otra de las tradiciones más importantes del pueblo de Coatitla es la feria en honor a la patrona de la Iglesia de Santa Clara de Asís, La cual se lleva a cabo el de 12 de agosto, pudiéndose observar juegos pirotécnicos, tapetes de aserrín pintado, comidas típicas, bebidas tradicionales, bailes públicos, corridas de toros, juegos mecánicos y un sinfín de arreglos coloridos.
Significado de Coatitla (coat = Vivora) (itla = ???). Posteriormente es Coatitlan se anexa una n a itlan = ???, (tlan = a donde abundan o lugar). Puede significar Lugar de Víboras.

## Vialidades
- Autopista México-Pachuca: esta autopista federal separa el cerro Gordo de la sierra de Guadalupe, es continuación de la autopista a Acapulco, Insurgentes en el DF y termina hasta la entrada a la ciudad de Pachuca.

- Vía Morelos: era la antigua autopista a Pachuca que después que se fueran anexando calles y avenidas dejara de ser autopista, aunque se podría decir que es la libre a las Pirámides, también tiene la saliente de la avenida México Nuevo Laredo que termina a las faldas del Cerro Gordo.

También alrededor se encuentra el cerro Petlecatl los pueblos San Pedro Xalostoc, Santa Clara Coatitla y las colonias Ampliación San Pedro Xalostoc e Industrial Cerro Gordo.

## Barrios
Algunos barrios localizados sobre cerro Gordo son:
- Bellavista: se encuentra al norte del cerro.
- El Gallito: se encuentra al suroeste.
- San ignacio: se encuentra al oeste.
- Cerro Gordo: se encuentra al este del cerro.
- Santa Clara: se encuentra al sur del cerro.

También colonias vecinas como:
- Rinconada Santa Clara: se encuentra al sureste.
- Buenavista: se encuentra al noroeste.
- Carlos Hank González: al noroeste.
- La Palma.

- Datos: Q5763020